# Частная пожарная охрана

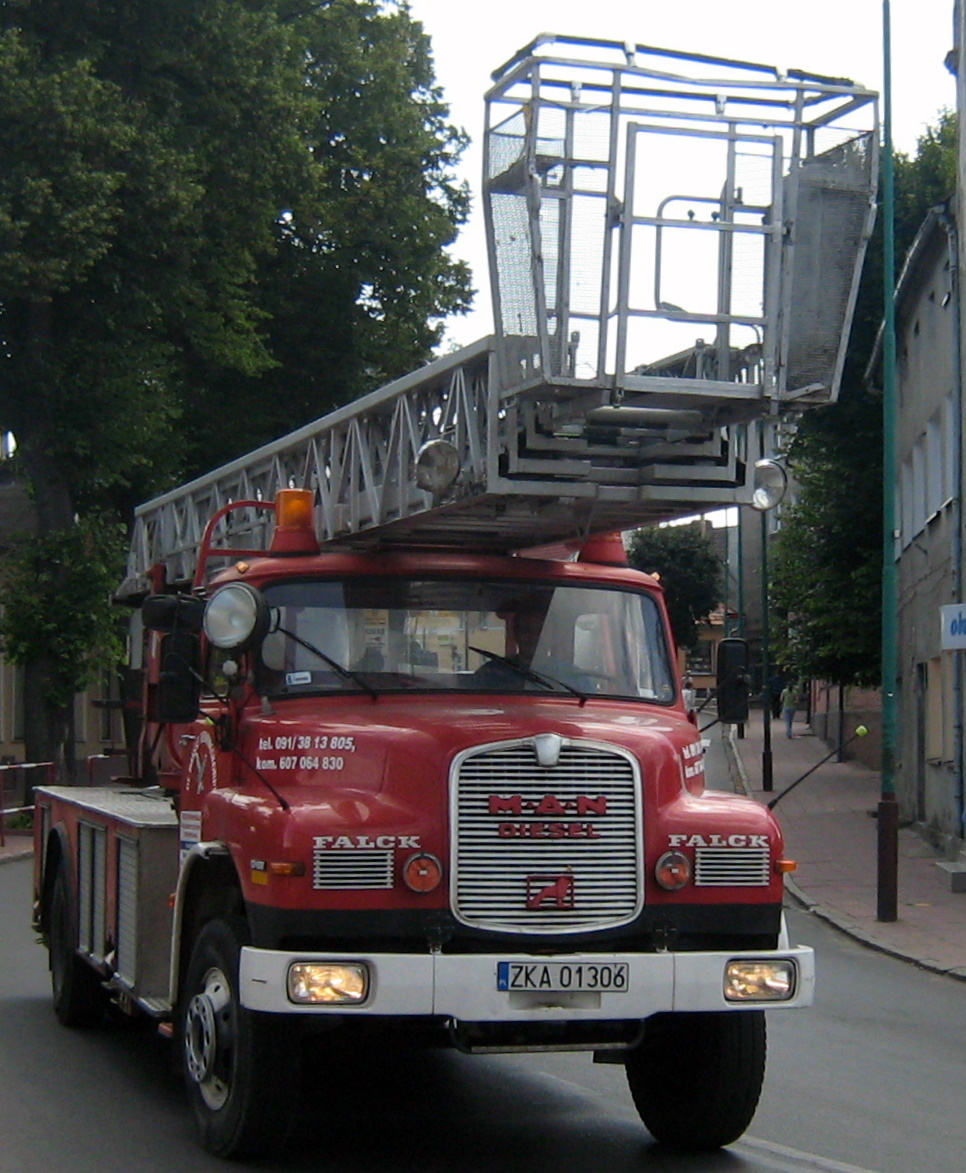
Автомобиль группы компаний «Falck» в Польше

Частная пожарная охрана — вид пожарной охраны, деятельность которого регулируется гражданским законодательством.

## Частная пожарная охрана в России

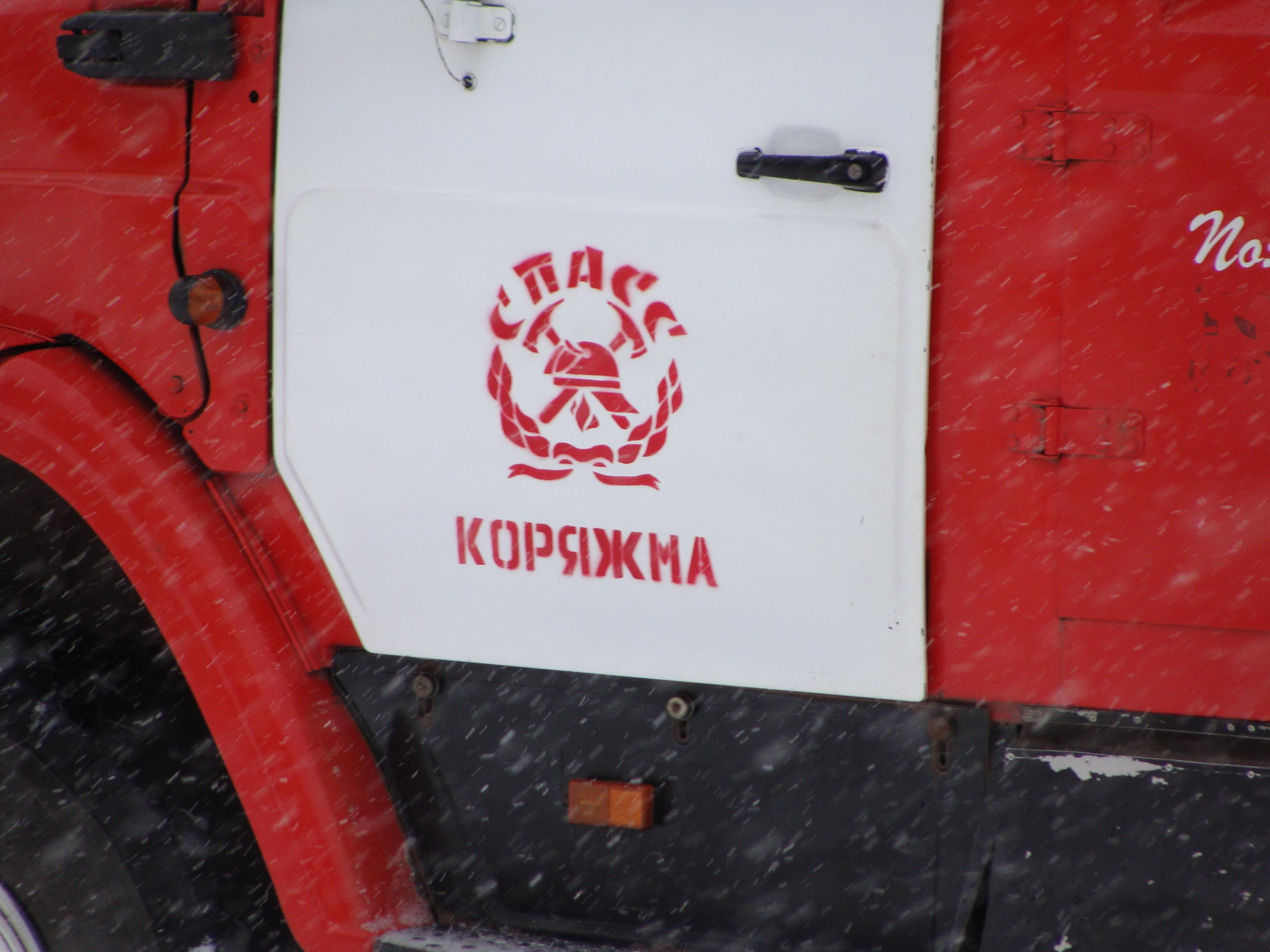
Автомобиль частной пожарной охраны — на двери вместо номера части символ организации. В случае, если частная пожарная охрана состоит из нескольких частей, наряду с символом или названием организации может быть номер части

Одной из разновидностей пожарной охраны в Российской Федерации является частная пожарная охрана. Она создается в населенных пунктах и организациях и оказывает услуги по обеспечению пожарной безопасности на основе заключаемых с предприятиями договоров. Нормативы численности и технической оснащенности частной пожарной охраны устанавливаются ее собственником самостоятельно. Заключение договоров с частной пожарной охраной регулируется Гражданским кодексом Российской Федерации. На данный договор распространяются все принципы гражданского права, в том числе и принцип свободы договора, включая и условие о цене. К частной пожарной охране следует относить и подразделения пожарной охраны, создаваемые юридическими лицами — хозяйствующими субъектами, основанными на праве частной собственности, которые защищают собственника без заключения договора. Относить такие формирования к ведомственной пожарной охране ошибочно:113.
При заключении договора на обслуживание конкретного объекта требуется учитывать требования нормативных документов по нормированию численности и технической оснащенности частной пожарной охраны. Выезд на тушение за пределы объекта возможен только при согласовании расписания выезда для населенного пункта руководителем защищаемой организации. В случае отказа от согласования, руководители частной пожарной охраны не несут никакой ответственности и не обязаны выезжать на возникающие вне обслуживаемых объектов пожары.
В России деятельность по тушению пожаров требует наличия лицензии.
В России также услуги на основании договоров оказывает и пожарная охрана не являющаяся частной: договорные подразделения Федеральной противопожарной службы МЧС России.

### История

#### Российская империя

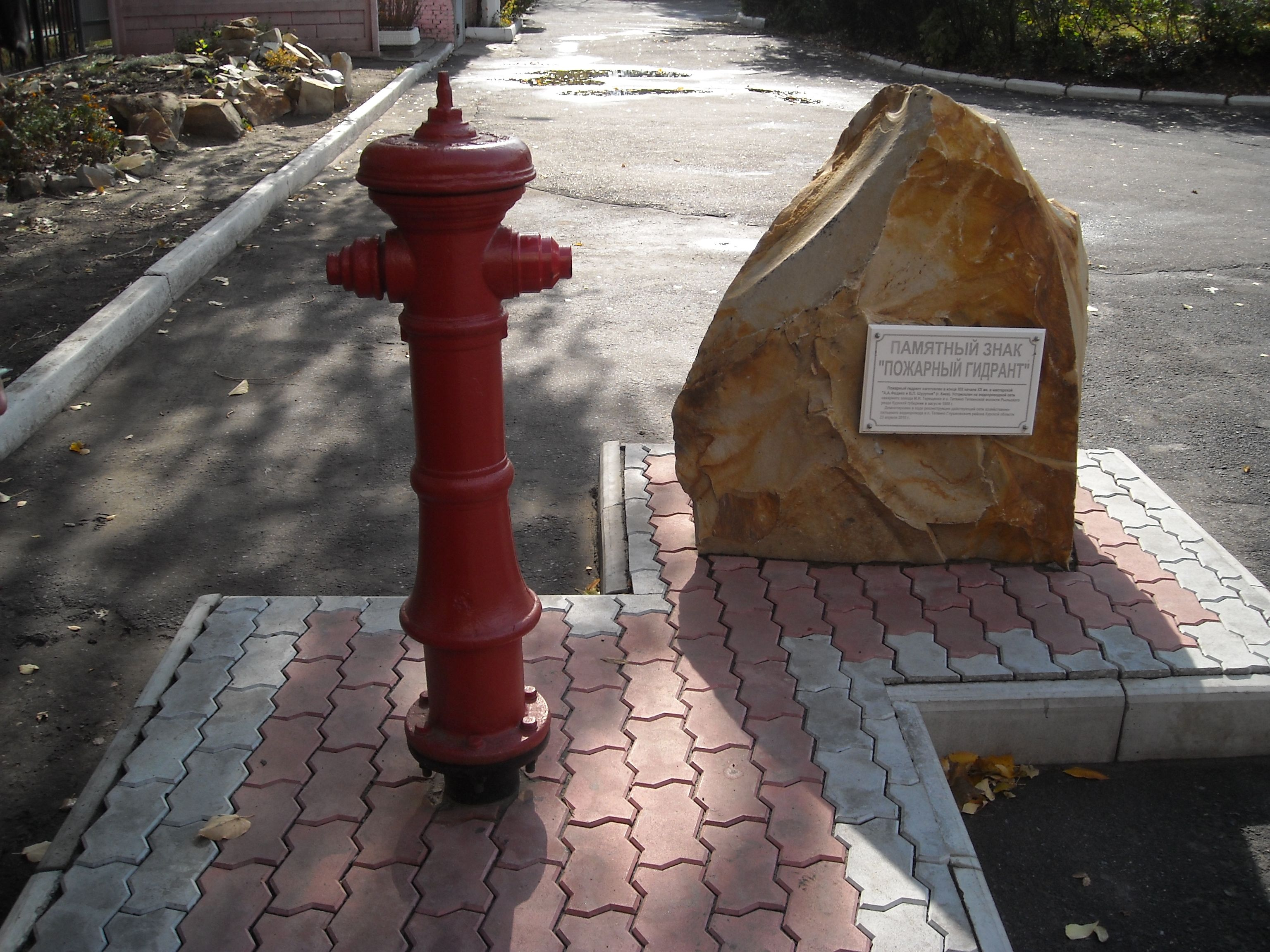
Памятник пожарному гидранту в Курске

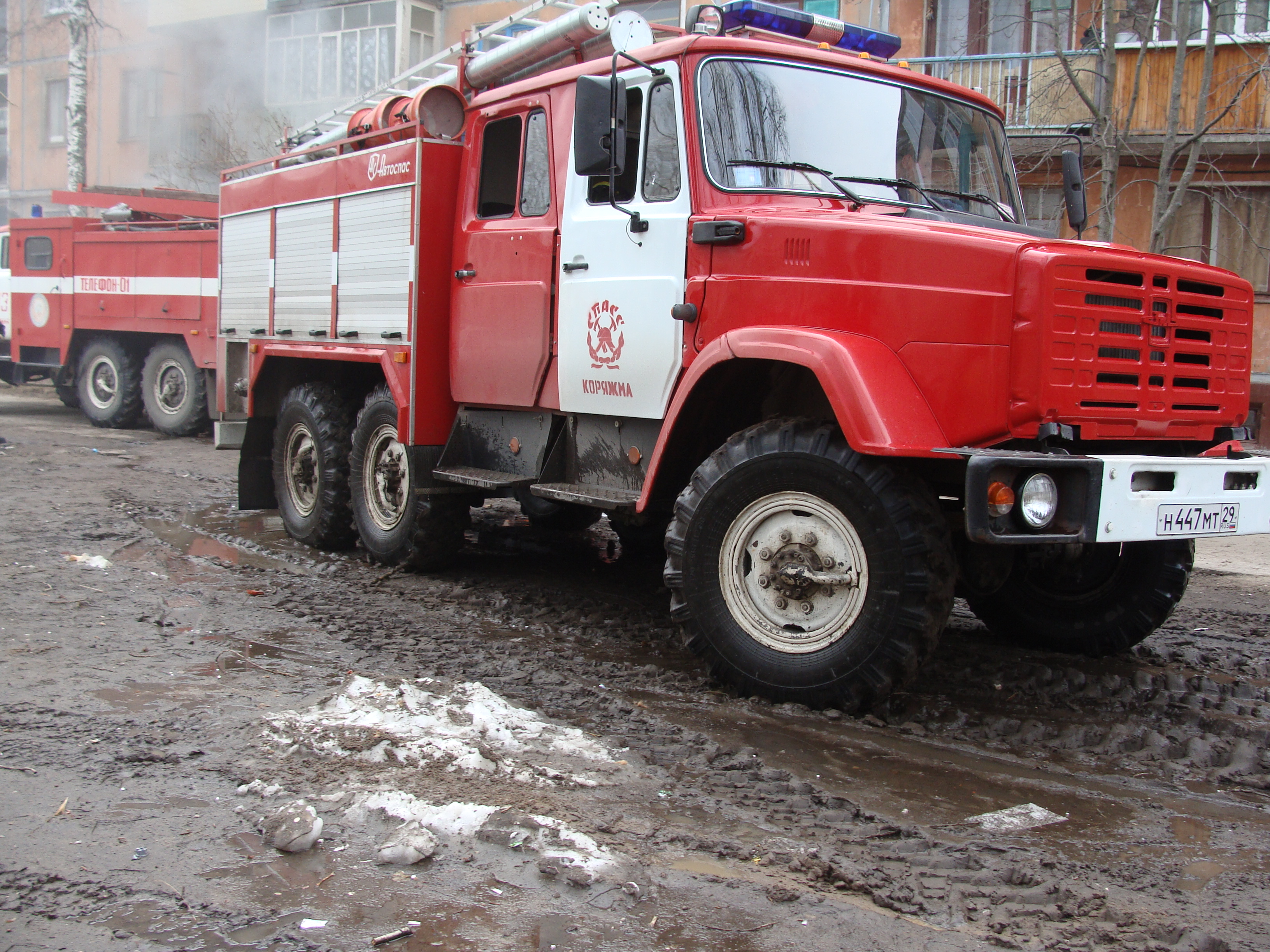
Тушение пожара частной пожарной охраной совместно с противопожарной службой субъекта федерации

Пожарный автомобиль фирмы ООО «Аудит-01» во время учений на Абаканской ТЭЦ

Началом пожарного дела в крае Коми считается 1813 год, когда Усть-Сысольская городская дума объявила о найме трубочиста и заключила контракт с мещанином, который был обязан, «когда сделается тревога, с поспешностью мчаться на двух собственных лошадях с инструментом на место пожара». По почину, положенному в 1811 году почетными гражданами Ельца — Валуйскими, в 1851 году этот уездный город охранялся двумя частными пожарными командами, возглавляемыми сыновьями Валуйских:17.
Одна из первых частных пожарных команд возникла в 1881 году в Стрельне, организатором её стал «первый огнеборец России» — князь Александр Львов. Также у истоков частной пожарной охраны стоял и граф А. Д. Шереметев.:21 Частные пожарные команды А. Д. Львова и А. Д. Шереметьева обеспечивали пожарную безопасность юго-запада Санкт-Петербурга наряду с государственными. Количество оперативно потушенных пожаров в несколько раз превышало средние показатели по стране. На остальной территории Российской империи на 1892 год существовало ещё восемь частных пожарных команд.
Курский промышленник Михаил Терещенко владел в Курской губернии спиртзаводом и сахарным заводом в селе Тёткино, а также Глушковской суконной фабрикой. Чтобы уберечь эти предприятия от случайных возгораний, предприниматель создал свою частную пожарную охрану и закупил необходимое оборудование. Установленный при этом в 1908 году пожарный гидрант сейчас является памятником в городе Курске.

#### Российская Федерация
Организация и деятельность пожарной охраны (пожарно-спасательных подразделений) предприятий (объединений), учреждений, организаций независимо от их организационно-правовых форм лицензировалось Государственной противопожарной службой МВД России с 1993 года. С 1996 года на предприятиях задачи пожарной охраны могли выполняться не только государственной, ведомственной, добровольной пожарной охраной, но другими организациями, имеющими лицензии.
Понятие «частная пожарная охрана» внесено в закон «О пожарной безопасности» в 2004 году.
В то же время, в 2006 году в Набережных Челнах было создано не предусмотренное законодательством особое частно-государственное формирование для тушения пожаров на объектах ПАО «КАМАЗ», в состав которого вошло подразделение федерального государственного унитарного предприятия «Ведомственная охрана объектов промышленности России» (с 2017 года - ФГУП «Охрана» Федеральной службы войск национальной гвардии Российской Федерации), аварийно-спасательного формирования и пожарной охраны КАМАЗа.

До изменения законодательства объектовыми подразделениями Государственной пожарной охраны охранялось 520 организаций. Все они подлежали реформированию до 2008 года. Администрация организаций была поставлена перед выбором — создать частную, добровольную, ведомственную пожарную охрану, или заключить контракт с договорными подразделениям ФПС.

На март 2010 численность подразделений частной пожарной охраны в России составляла 7 тысяч человек.
В 2016 году в России существовало 616 подразделений частной пожарной охраны.

## Частная пожарная охрана в США
В 1839 союзом страховых компаний был основан Пожарный патруль Нью-Йорка. Патруль получал сообщение по телеграфу о возникшем пожаре от городской пожарной команды и выезжал на каждый пожар. Прибыв на место пожара, патруль приступал к спасению имущества от огня и воды. Как правило, имущество либо выносилось, либо его покрывали внутри здания кусками непромокаемой ткани. В различных частях города были организованы три станции, команды были составлены из пожарных, набранных из городских пожарных команд и подчинены трём офицерам. Патруль прибывал на пожар, как правило, ранее городской команды. При тесном взаимодействии с городскими пожарными патрульные играли в спасении людей на пожарах существенную роль.
Капитан пожарного патруля:

Вы были бы растроганы, если бы слышали, как горячо благодарят нас обыватели, когда они неожиданно узнают о том, что мы спасли их имущество. Во время пожара они мечутся из стороны в сторону…, крича, что всё потеряно, но затем, когда они узнают после пожара о целости их вещей, они готовы сделать для нас всё… Половина несостоятельных обывателей не страхует своего имущества, и… мы не обязаны спасать имущество тех, кто не страхуется. Но ведь мы тоже не обязаны знать наперёд, страховали ли люди свои пожитки или нет, и нам следует сперва спасать, а затем уже наводить справки о страховке…

Пожарный патруль Нью-Йорка существовал до 2006 года.

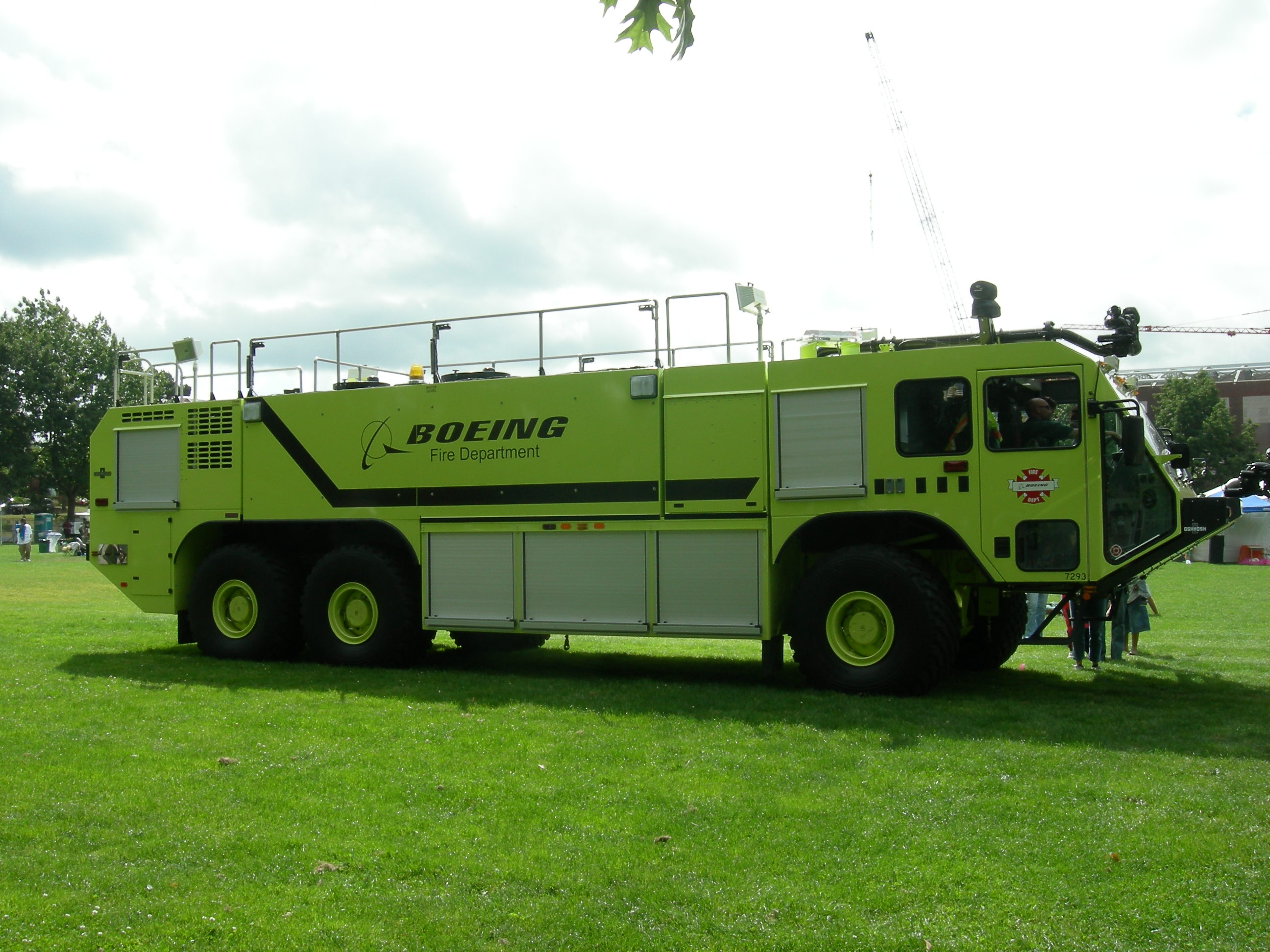
Аэродромный пожарный автомобиль противопожарной службы корпорации Боинг

В 1984 году в США действовало 17 частных пожарных компаний в 14 штатах, и эта отрасль имела тенденцию к росту. Издержки частной пожарной охраны (общественно финансируемой) в Спотсдейле (Аризона) были приблизительно на 47 % меньше, чем государственной, обслуживающей сравнимое число потребителей. При этом качество услуг было выше. Одним из стимулов этого является то, что частная пожарная охрана зарабатывает на профилактике пожаров, а не на тушении. Если нет пожаров, частная компания экономит эксплуатационные расходы и увеличивает прибыль.
Противопожарная служба корпорации Боинг (Boeing Fire Department) — крупная служба частной пожарной охраны. В 1943 году Боинг нанял первых работников в своё подразделение частной пожарной охраны. Люди набирались из пожарных, вышедших на пенсию, при этом продолжалось использование добровольцев. Через некоторое время компания полностью отказалась от добровольцев. В настоящее время имеет 21 пожарную часть, 300 профессиональных пожарных, 13 работников, не являющихся пожарными.
В Калифорнии частная компания Pacific Fire Guard оказывает услуги в области пожарной безопасности, которые включают превентивные меры и оперативное реагирование на пожары.
Rural/Metro Corporation предоставляет услуги скорой медицинской помощи, противопожарной защиты и других услуг безопасности примерно в 400 населённых пунктах на территории США. Сегодня компания имеет примерно 500 млн долларов годового дохода и более чем 8000 сотрудников, которые обеспечивают здоровье и безопасность на всей территории Соединённых Штатов.
Национальная ассоциация тушения лесных пожаров, основанная в 1991, объединяет около 150 частных организаций.

## Частная пожарная охрана в Евросоюзе

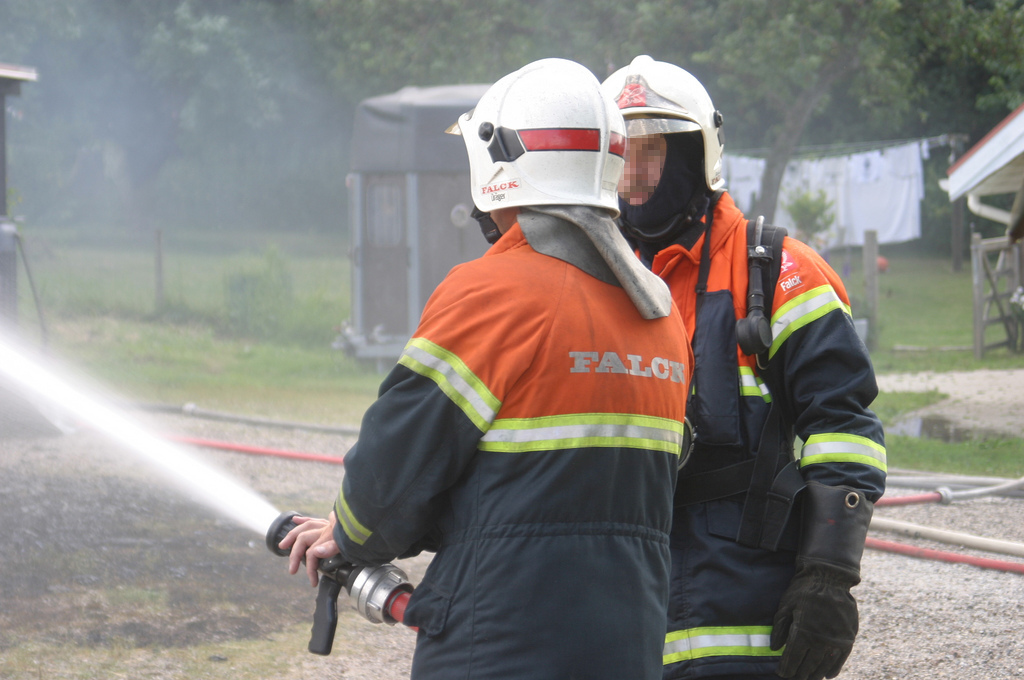
Пожарные фирмы Falck в Германии

Частная пожарная охрана существует в Дании, Финляндии и Словакии. В Венгрии частная пожарная охрана защищает атомную электростанцию.
Группа компаний Falck со штаб-квартирой в Дании работает в 11 европейских странах, а также в Бразилии, Тринидаде, Тобаго и Малайзии. Falck владеет крупнейшей в мире частной службой пожаротушения, которая тушит в Дании около 12 000 пожаров в год. В большинстве случаев потребителями услуг по оказанию помощи в чрезвычайных ситуациях являются местные власти, поэтому люди, которые пользуются услугами компании, не платят за скорую помощь, тушение пожаров или транспортировку в больницу, они оплачиваются местными органами власти.

### Великобритания

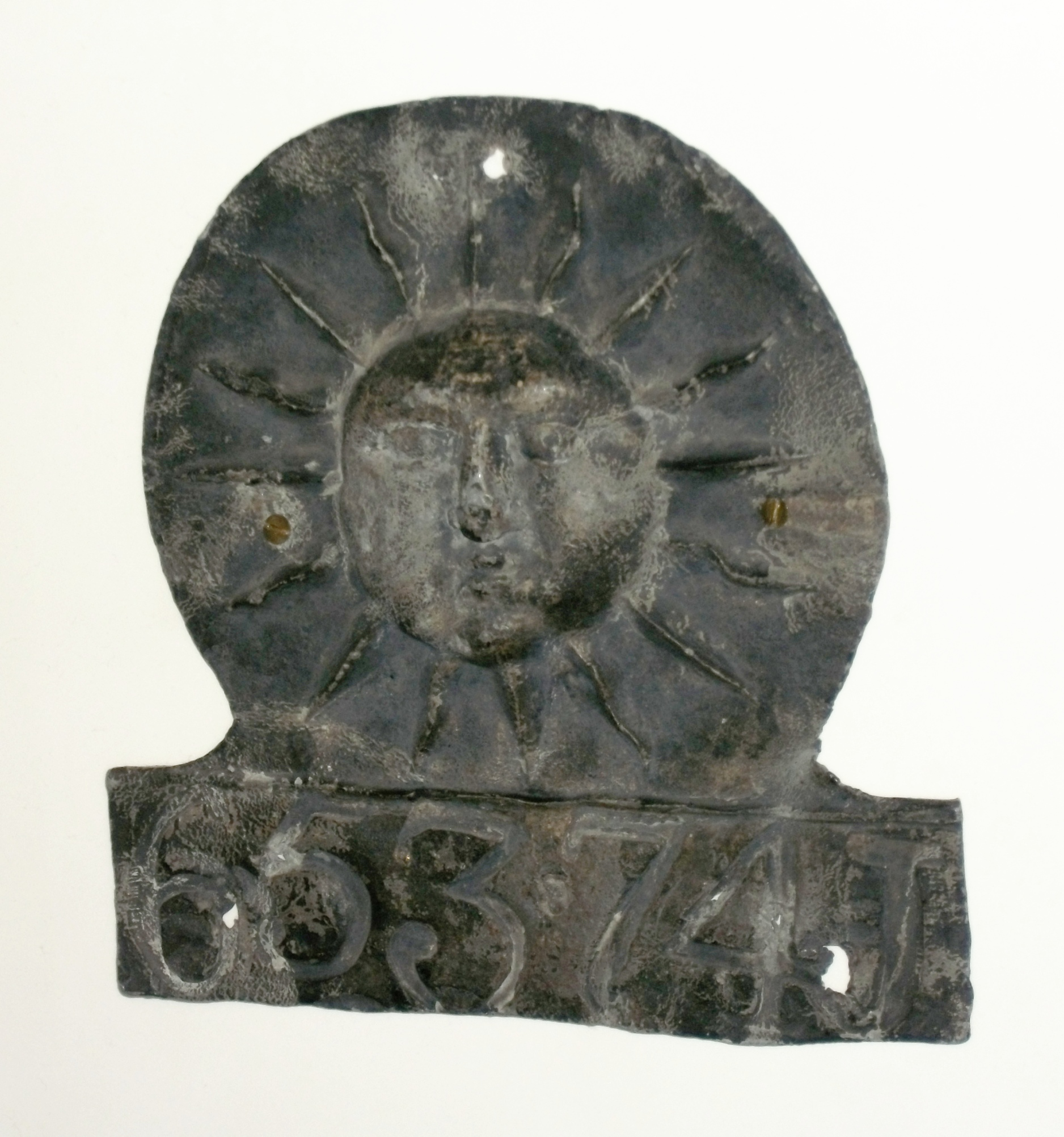
Страховая доска Sun Fire Office

На протяжении большей части XVIII века страховые компании в Лондоне имели собственные пожарные команды, которые тушили пожары в зданиях, застрахованных компанией, и, за последующую оплату, в зданиях, которые были застрахованы другими компаниями. Компании с пожарными командами, страхующие от пожара, появились после Великого лондонского пожара. В 1667 году Николас Барбон основал первую в Англии страховую компанию «The Fire Office», которая позднее получила название «Феникс» («The Phoenix») и просуществовала до 1712 г. Символом компании был феникс, восстающий из пепла. В 1680 году его предприятие было зарегистрировано как противопожарная служба. Ряд других страховых компаний были созданы вскоре после этого. В 1710 году The Sun Fire Office Чарльза Пави была создана для защиты личного имущества от огня.
Страховые компании приобрели пожарное оборудование, насосы и наняли лодочников с Темзы. Их было легко найти в любое время и направить для тушения пожара. Страховая компания в пожарную бригаду нанимала от восьми до сорока человек, а также несколько помощников для выноса имущества из горящих зданий. Страховые компании были заинтересованы в тушении только застрахованных зданий. При пожаре ближайшие пожарные бригады отправлялись к месту пожара, чтобы посмотреть, не горит ли дом, застрахованный их компанией. Если нет, то они просто стояли и наблюдали за горящим зданием.

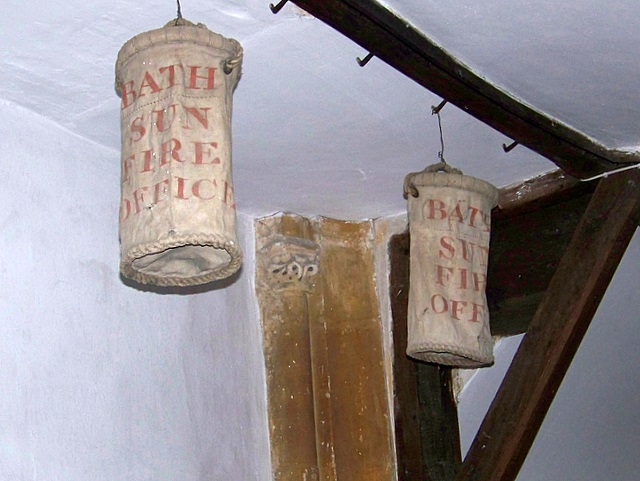
Пожарные ведра Sun Fire Office, 1805 год

В 1825 году в Лондоне пять страховых компаний объединили свои службы пожаротушения, возможно, для достижения экономии за счет увеличения масштаба. Были предприняты усилия, чтобы другие компании присоединились к объединению, и в 1833 году пожарные команды большинства отдельных компаний были объединены в London Fire Engine Establishment. В 1866 году объединённые пожарные службы были переданы London Corporation и стали Metropolitan Fire Brigade. После пожара на Toohey Street 1861 года, который уничтожил имущество на сумму 3 млн фунтов стерлингов, было принято решение передать пожарную охрану в распоряжение города. Палата общин подняла вопрос о пожарной безопасности города, и согласно общему мнению, в том числе представителей компаний по страхованию от пожара, было решено, что уровень защиты, предоставляемый Fire Engine Establishment, был крайне неудобен для города. Палата общин решила, что новая противопожарная служба должна формироваться, контролироваться и финансироваться городом. Страховые компании остались довольны этим результатом, хотя они должны были передавать £ 35 на содержание новой пожарной бригады из каждого 1 млн фунтов стерлингов застрахованного имущества. Они по-прежнему делали это в 1925 году.

### Дания
В Дании первая частная спасательная организация (Falck) была основана в Копенгагене. Компания Falck была склонна к инновациям и расширяла свои услуги. Она начала организовывать пожарную службу в сельской местности. В дальнейшем организация расширилась и начала поставлять свои услуги в городах и посёлках. В 1926 году был принят нормативный документ в области пожарной безопасности, который дал возможность местным властям принимать решения о том, будут ли они пользоваться услугами традиционных общественных пожарных служб или решат заключить контракт с частной компанией. В настоящее время Falck предоставляет услуги пожаротушения в 68 из 98 муниципалитетов Дании.